# Vrtglavica
Vrtglavica – jaskinia krasowa w masywie Kanina (Alpy Julijskie, Słowenia, w pobliżu granicy z Włochami). Głębokość 643 m czyni ją najgłębszą z poznanych dotychczas studni krasowych. W jaskini znajduje się jeden z najwyższych podziemnych wodospadów o wysokości 400–440 m. Górna część jaskini jest zalodzona.
Została odkryta latem 1996 przez włoskich speleologów, a jej dno osiągnęła ekspedycja słoweńsko-włoska 12 października 1996.